# Live in Genoa 1981
Live in Genoa 1981 è un album dal vivo del quintetto di Art Farmer e Lee Konitz, pubblicato dalla Tramonti Records nel 2013. Il disco fu registrato l'8 luglio 1981 alla Villa Imperiale di Genova.

## Tracce
1. It's You – 9:37 (Lee Konitz)
2. A Minor Blues – 9:40 (Lee Konitz)
3. In a Sentimental Mood – 5:24 (Irving Mills, Manny Kurtz, Duke Ellington)
4. Someday My Prince Will Come – 5:31 (Larry Morey, Frank Churchill)
5. What's New – 5:29 (Johnny Burke, Bob Haggart)
6. Joshua Fit the Battle of Jericho – 3:25 (Brano tradizionale)
7. Cherokee – 6:44 (Ray Noble)
8. Passport – 11:02 (Charlie Parker)
9. Donna Lee – 7:30 (Miles Davis)

## Musicisti
- Art Farmer - flicorno (brani: 1, 2, 3, 7, 8 e 9)
- Lee Konitz - sassofono alto (brani: 1, 2, 5, 7, 8 e 9)
- Ross Tompkins - pianoforte (brani: 1, 2, 3, 4, 5, 8 e 9)
- Milt Hinton - contrabbasso (brani: 1, 2, 3, 4, 5, 6 solo, 8 e 9)
- Shelly Manne - batteria (brani: 1, 2, 3, 4, 5, 7, 8 e 9)